# Lydpoesi
Lydpoesi eller lyddigte er en kunstnerisk form, en overgang mellem litterær og musikalsk komposition, hvor de fonetiske aspekter af menneskelig tale, er i forgrunden i stedet for mere konventionelle semantiske og syntaktiske værdier. Lydpoesi er primært beregnet for performance.
Starten på en egentlig lydpoesi findes i tysk litteratur ved Christian Morgenstern - for eksempel digtet Das große Lalula fra 1905. Filippo Tommaso Marinetti opdagede at onomatopoietika var nyttigt at beskrive en kamp i Tripoli, hvor han var en soldat, at skabe en lyd, tekst, der blev en slags lydelig fotografi af kampen. Dette blev efterfulgt af dadaismens digtere, Hugo Ball med Karawane eller Johannes Theodor Baargeld med Bimmelresonnanz II. De vigtigste lyddigtere fra denne periode er af Raoul Hausmann og Kurt Schwitters, hvor Schwitters Ursonata er en klassiker.
Et godt eksempel på et lyddigt er Hugo Balls lyddigt Karawane fra 1917. Bortset fra titlen er der ingen meningsfulde ord eller sætninger i digtet. Det er et abstrakt og konkret digt, bygget af ord som lyde, som rytmer og som grafisk udtryk på det hvide papir. Meningsløsheden i digtet afspejler det ledende princip i dadaismen.

## Christian Morgenstern
Das große Lalula
Kroklokwafzi? Semememi!

Seiokrontro -- prafriplo:

Bifzi, bafzi; hulalemi:

quasti basti bo...

Lalu lalu lalu lalu la!
Hontraruru miromente

zasku zes rü rü?

Entepente, leiolente

klekwapufzi lü?

Lalu lalu lalu lalu la!
Simarar kos malzipempu

silzuzankunkrei (;)!

Marjomar dos: Quempu Lempu

Siri Suri Sei []!

Lalu lalu lalu lalu la!
Christian Morgenstern: Galgenlieder, Berlin 1905